# Ray Liotta
Ray Liotta (18. prosince 1954 Newark, New Jersey, USA – 26. května 2022 Santo Domingo, Dominikánská republika) byl americký herec. Studoval na University of Miami, kde se začal věnovat divadlu. V letech 1978–1981 hrál v seriálu Another World. Během osmdesátých let pak hrál v různých dalších seriálech a filmech, například Něco divokého (1986), za kterou byl nominován na Zlatý glóbus. Známějším se stal v roce 1990, kdy hrál jednu z hlavních rolí ve filmu Mafiáni. Vedle Ryana Reynoldse si v kriminálním akčním snímku Sejmi eso zahrál agenta FBI. Daboval Tommyho Vercettiho v počítačové hře Grand Theft Auto: Vice City.